# 12578 Bensaur
12578 Bensaur eller 1999 RF17 är en asteroid i huvudbältet som upptäcktes den 7 september 1999 av LINEAR i Socorro County, New Mexico. Den är uppkallad efter Benjamin Paul Saur.